# Barlaston
Barlaston est un village et une paroisse civile du Staffordshire, en Angleterre. Il est situé dans le nord du comté, non loin de la Trent, à mi-chemin entre les villes de Stoke-on-Trent et Stone. Administrativement, il relève du district de Stafford. Au recensement de 2011, il comptait 2 858 habitants.
L'entreprise de poterie Wedgwood y a construit une usine entre 1938 et 1940.

## Histoire
En 2015, un trésor de 2015 radiates (monnaies romaines dévaluées, en bronze très faiblement argentées), du IIIe siècle a été découvert dans le secteur de Barlaston, puis un second trésor de 1166 monnaies, les deux se terminant par des monnaies émises en 275